# Lac Camachigama
Lac Camachigama är en sjö i Kanada.   Den ligger i regionen Abitibi-Témiscamingue och provinsen Québec, i den sydöstra delen av landet, 270 km norr om huvudstaden Ottawa. Lac Camachigama ligger 362 meter över havet.
I omgivningarna runt Lac Camachigama växer i huvudsak blandskog. Trakten runt Lac Camachigama är nära nog obefolkad, med mindre än två invånare per kvadratkilometer.